# Волчанск (станция)
Волчанск (укр. Вовчанськ) — станция Южной железной дороги 3 класса. Находится в городе Волчанске Харьковской области. Ранее на станции был пункт пропуска пассажиров с соответствующей контролирующей инфраструктурой.
Охарактеризовать станцию можно как грузо-пассажирскую, неэлектрефицированную, с пятью путями и надземным переходом. Подвижной состав: ТЭП70, ЧМЭ3. Железнодорожная станция находится рядом с Волчанским маслоэкстракционным заводом, который по сей день преимущественно обеспечивает грузопоток на линии.
Пригородное сообщение на станции представлено купянским направлением, поезда (в том числе рельсовые автобусы) курсируют три раза в день. В феврале 2015 года было отменено железнодорожное сообщение с Белгородом, поэтому по факту перегон Волчанск-Огурцово-Машель не эксплуатируется, хотя и поддерживается в рабочем состоянии.

## История

Довоенное здание Волчанского железнодорожного вокзала

Своему появлению станция Волчанск обязана развитию Белгородского железнодорожного узла, входящего в состав строящейся Курско-Харьковско-Азовской железной дороги. В конце 19 века было принято решение о проложении железнодорожного полотна к Волчанску, уездному городу Харьковской губернии. Станция была открыта 28 октября 1896 года, в месте с участком железной дороги Белгород - Волчанск. Продолжению железной дороги дальше на юг способствовало развитие Донецкого каменноугольного бассейна. Поэтому в 1901 году открывается участок Волчанск - Купянск который позволял перевозить полезные ископаемые из Донбасса через Купянск и Волчанск в Белгород и дальше центральную Россию.
Превращение Волчанска в транзитную железнодорожную станцию между быстроразвивающимися регионами Российской Империи позволило преобразиться промышленности и торговле города.
Основной серией паровозов были товарные Ов и пассажирские Нв. Вагоны были двухосные, грузоподъемностью 10 т, на винтовой сцепке. Вес поезда составлял 250-260 т. Электрического освещения на станционных путях и в квартирах железнодорожников не было. Графика движения грузовых поездов не было.
Старое здание Волчанского вокзала было открыто в 1897 году. В сентябре 1941 года оно было уничтожено во время налета немецкой авиации. После окончания войны на месте исторического было построено новое здание вокзала, сохранившееся по сей день

## Современное состояние
В 1992 г. участок Приколотное - Волчанск добавился к Купянскому отделению. С 1.10.1996 г. отделение преобразовано в Купянский регион железнодорожных перевозок, а с 1.09.2000 г. - в Купянскую дирекцию (ДН-5)
На станции Волчанск ведется интенсивная грузовая работа. Семь подъездных путей к различным предприятиям обеспечивают стабильную погрузочную работу, самый большой заказчик – Волчанский  маслоэкстракционный завод, который отправляет свою продукцию на экспорт. Ещё на станции грузят лес, зерно, металл, а выгружают в основном строительные материалы.
Всего на станции по состоянию на 2009 год трудилось двадцать четыре человека, из них 5 дежурных по станции, столько же составителей поездов и приемосдатчиков, пассажиров обслуживают 4 билетных кассира, а с клиентами работают 3 товарных кассира и уборщица. До 2001 года коллектив станции возглавлял В. И. Рогоза, удостоенный звания «Почетный железнодорожник», и сейчас он продолжает работать приемосдатчиком. Путевое хозяйство на станции обслуживает первый околоток ПЧ-16, возглавляемый дорожным мастером А. Т. Николенко, а «приписанные» к станции специалисты СЦБ и связи следят за исправностью приборов и устройств, обеспечивающих безопасность движения.